# Trainspotting (1996.)
Trainspotting je britanski film iz 1996. redatelja Dannyja Boylea baziran na istoimenom kultnom romanu Irvina Welsha.

## Radnja
Nakon svog prvog uspjeha na širokom platnu, crne komedije "Sasvim malo ubojstvo" (Shallow grave) iz 1994., Boyle pokazuje koliko precizno i upečatljivo može prikazati svijet droge. Ewan McGregor je Mark Renton - junak našeg doba, čiji je život smrdljiva mješavina seksa, droge, rocka, nogometa i krvavih ispljuvaka.